# Giovanni Sio
Giovanni-Guy Yann Sio (ur. 31 marca 1989 w Saint-Sébastien-sur-Loire) – francuski piłkarz pochodzenia iworyjskiego występujący na pozycji napastnika. Zawodnik klubu Stade Rennais.

## Kariera klubowa
Sio karierę rozpoczynał jako junior w FC Nantes. W 2007 roku trafił do rezerw hiszpańskiego Realu Sociedad. W sezonie 2008/2009 został włączony do jego pierwszej drużyny, grającej w Segunda División. Zadebiutował tam 6 września 2008 roku w zremisowanym 2:2 pojedynku z Realem Saragossa. W barwach Realu Sociedad rozegrał dwa spotkania.
W 2009 roku Sio odszedł do szwajcarskiego zespołu FC Sion. W sezonie 2009/2010 nie zagrał tam jednak w żadnym meczu. W Super League pierwszy mecz zaliczył 18 lipca 2010 roku przeciwko Bellinzonie (2:0). 8 sierpnia 2010 roku w wygranym 3:2 spotkaniu z FC Luzern strzelił pierwszego gola w Super League. W sezonie 2010/2011 zdobył z klubem Puchar Szwajcarii.
Na początku 2012 roku Sio przeszedł do niemieckiego Wolfsburga. W Bundeslidze zadebiutował 21 stycznia 2012 roku w wygranym 1:0 pojedynku z 1. FC Köln. W sezonie 2011/2012 dla Wolfsburga zagrał 9 razy. Na sezon 2012/2013 został wypożyczony do innego zespołu Bundesligi, Augsburga.
30 stycznia 2013 roku trafił do FC Sochaux, a 16 sierpnia 2013 podpisał czteroletni kontrakt z FC Basel.
Wiosną 2015 był wypożyczony do Bastii, a latem przeszedł do Stade Rennais. We francuskiej drużynie zadebiutował 8.08.2015 roku, w przegranym 2:1 spotkaniu z SC Bastia. W tym samym meczu strzelił także swoją pierwszą bramkę dla tego zespołu. W czasie dwóch sezonów spędzonych w Rennes rozegrał 68 spotkań zdobywając w tym czasie 16 goli.
18 lipca 2017 roku Sio podpisał kontrakt z Montpellier HSC. Swój debiut zaliczył 12.08.2017 roku w przegranym 1:0 meczu z Toulouse FC.
30 września 2018 roku udał się na wypożyczenie do Ittihad Kalba grającego w UAE Arabian Gulf League. Swój debiut zaliczył 4.10.2018 roku w przegranym 2:1 meczu z Shabab Al-Ahli Dubaj. Po roku spędzonym w klubie powrócił do Francji.
17 lipca 2019 roku został zaprezentowany jako nowy zawodnik tureckiego Gençlerbirliği SK. Debiut w barwach nowego klubu zaliczył w przegranym 1:0 meczu przeciwko Çaykur Rizespor. W Turcji spędził 2 sezony w czasie których rozegrał 50 spotkań i zdobył 12 goli.
23 listopada 2021 roku podpisał umowę z FC Sion. Swój debiut zaliczył w przegranym 1:0 meczu przeciwko FC Luzern.
| Sezon   | Klub               | Kraj                         | Rozgrywki               | Mecze | Bramki | Rozgrywki Europy          | Mecze | Bramki |
| ------- | ------------------ | ---------------------------- | ----------------------- | ----- | ------ | ------------------------- | ----- | ------ |
| 2008/09 | Real Sociedad      | Hiszpania                    | Liga Adelante           | 2     | 0      | -                         | -     | -      |
| 2009/10 | FC Sion II         | Szwajcaria                   | 1. Liga Promotion       | 22    | 21     | -                         | -     | -      |
| 2010/11 | FC Sion            | Szwajcaria                   | Axpo League             | 30    | 10     | -                         | -     | -      |
| 2011/12 | FC Sion            | Szwajcaria                   | Axpo League             | 18    | 7      | Liga Europy UEFA          | 2     | 1      |
| 2011/12 | VfL Wolfsburg      | Niemcy                       | Bundesliga              | 9     | 0      | -                         | -     | -      |
| 2012/13 | FC Augsburg (wyp.) | Niemcy                       | Bundesliga              | 6     | 0      | -                         | -     | -      |
| 2012/13 | FC Sochaux (wyp.)  | Francja                      | Ligue 1                 | 13    | 4      | -                         | -     | -      |
| 2013/14 | VfL Wolfsburg      | Niemcy                       | Bundesliga              | 1     | 0      | -                         | -     | -      |
| 2013/14 | FC Basel           | Szwajcaria                   | Super League            | 23    | 9      | Liga Mistrzów/Liga Europy | 12    | 2      |
| 2014/15 | FC Basel           | Szwajcaria                   | Super League            | 7     | 1      | Liga Mistrzów             | 3     | 0      |
| 2014/15 | SC Bastia (wyp.)   | Francja                      | Ligue 1                 | 13    | 5      | -                         | -     | -      |
| 2015/16 | Stade Rennais FC   | Francja                      | Ligue 1                 | 34    | 7      | -                         | -     | -      |
| 2016/17 | Stade Rennais FC   | Francja                      | Ligue 1                 | 34    | 9      | -                         | -     | -      |
| 2017/18 | Stade Rennais FC   | Francja                      | Ligue 1                 | 33    | 10     | -                         | -     | -      |
| 2018/19 | Ittihad Kalba      | Zjednoczone Emiraty Arabskie | UAE Arabian Gulf League | 21    | 7      | -                         | -     | -      |
| 2019/20 | Gençlerbirliği SK  | Turcja                       | Süper Lig               | 28    | 11     | -                         | -     | -      |
| 2020/21 | Gençlerbirliği SK  | Turcja                       | Süper Lig               | 22    | 2      | -                         | -     | -      |
| 2021/22 | FC Sion            | Szwajcaria                   | Swiss Super League      | 9     | 1      | -                         | -     | -      |
| 2022/23 | FC Sion            | Szwajcaria                   | Swiss Super League      | 13    | 4      | -                         | -     | -      |

Stan na: koniec sezonu 2014/2015

## Kariera reprezentacyjna
Sio jest byłym reprezentantem Francji U-16, U-17 oraz U-18.

## Sukcesy

### Klubowe
- FC Sion
  - Zwycięzca Puchar Szwajcarii: 2011